# 포돌스크
포돌스크(러시아어: Подо́льск)는 러시아 모스크바주 포돌스키 군의 중심지이다. 파흐라 강(모스크바강의 지류)에 접해 있고, 인구는 18만963명 (2002년), 19만4,300명 (2000년), 18만3,000명 (1974년), 12만9,000명 (1959년), 7만2,000명 (1939년)이다.
이 도시는 포돌이라는 마을이 성장하면서 생겨난 도시였다. 18세기에는 다닐로프 수도원에 속하게 되었다.